# Patto di prova
Il patto di prova è un istituto giuridico del diritto del lavoro italiano.

## Disciplina normativa
Disciplinato dall'art. 2096 del codice civile italiano, ed è un patto con il quale le parti di un contratto di lavoro subordinato si impegnano ad un periodo sperimentale di lavoro al fine di consentire una miglior valutazione riguardo alla convenienza reciproca di un eventuale rapporto di lavoro definitivo.
Può considerarsi un elemento accidentale peculiare del contratto di lavoro, risultante dalla combinazione di elementi propri del termine e della condizione.
Non può essere stipulato per un periodo maggiore di 3 mesi, per gli impiegati senza funzioni direttive, ovvero quello previsto dalla disciplina sindacale, comunque non superiore a 6 mesi (quest'ultimo termine generale deriva implicitamente dall'articolo 10 della legge 15 luglio 1966, n. 604, limitativa dei licenziamenti individuali, che estende la sua portata «in ogni caso, quando sono decorsi sei mesi dall'inizio del rapporto di lavoro»).

## Finalità
Solitamente stipulato a favore del datore di lavoro per mettere alla prova le effettive capacità dell'eventuale futuro lavoratore subordinato, può comunque favorire quest'ultimo nell'accertare la situazione del posto di lavoro in cui deve prestare la sua attività lavorativa. La maggior utilità per il datore di lavoro è dovuta al fatto che, scaduto il patto di prova, è solo quest'ultimo a subire una limitazione del diritto di recesso (in ragione delle norme limitative del licenziamento individuale), mentre le dimissioni del lavoratore restano sempre libere.
L'ulteriore utilità per il datore di lavoro consiste nella possibilità di valutare aspetti del lavoratore e della prestazione resa (quali la puntualità, la precisione, il rapporto con i colleghi e l'ambiente di lavoro) che nel corso del successivo rapporto non potranno essere oggetto di riconsiderazione, salvo che non arrivino a costituire giusta causa o giustificato motivo di licenziamento.

## Elementi formali
La forma del contratto deve risultare per atto scritto, precedente o contestuale all'assunzione in prova: in caso di mancanza della forma scritta la giurisprudenza ritiene che il prestatore di lavoro debba considerarsi assunto definitivamente.

## Obblighi delle parti
Entrambe le parti possono recedere dal contratto senza obbligo di preavviso, salvo l'eventuale limite minimo di durata, e senza necessità di giustificazione (cosiddetto recesso ad nutum): l'unico limite, per il datore di lavoro, è costituito dal divieto di recesso per motivi non inerenti alla prova e, più in generale, per motivi discriminatori, nonché quando non è stato consentito l'effettivo esperimento della prova. Si ritiene tuttavia che la conseguenza del recesso illegittimo durante la prova sia limitata all'obbligo di corresponsione al lavoratore, a titolo risarcitorio, dell'equivalente della retribuzione perduta dal momento del recesso fino al termine originariamente previsto per la prova.
Il lavoratore viene assunto definitivamente dal momento in cui le parti non recedono dal contratto prima della scadenza e tutti i diritti maturati durante la prova (ad esempio: trattamento di fine rapporto, anzianità, etc.) si trasferiscono nel rapporto definitivo. In caso contrario al lavoratore spettano i diritti relativi alle prestazioni già svolte.